# Lovetj
Lovetj er en by i det nordlige Bulgarien med et indbyggertal på cirka 31.899 (2024) indbyggere. Byen er hovedstad i Lovetj-provinsen, og ligger ved bredden af floden Osam.